# Kochaj swoje imię
Kochaj swoje imię (tytuł oryginalny: Duaje emrin tënd) – albański film fabularny z roku 1984 w reżyserii Ibrahima Muçy i Kristaqa Mitro, na motywach powieści Nasi Lery pod tym samym tytułem.

## Opis fabuły
Jona, Arsen i Agron to trójka młodych ludzi, którzy przed uzyskaniem dyplomu wyższej uczelni odbywają praktykę w jednym zakładów przemysłowych. Cała trójka próbuje znaleźć dla siebie właściwe miejsce w społeczeństwie, przeżywa pierwszą miłość, a także doświadcza dylematów moralnych.
Film realizowano w Tiranie i w Pogradcu.

## Obsada
- Rajmonda Bulku jako Jona
- Ndriçim Xhepa jako Arsen
- Kristaq Skrami jako Agron
- Nertila Koka jako Bora
- Dhimitër Trajçe jako Vasil
- Pandi Raidhi jako Thoma
- Frederik Zhilla jako agronom
- Fadil Kujovska jako pszczelarz
- Dhimiter Margariti jako profesor
- Rajmonda Sallaku jako Andja